# Oligoporus borealis
Oligoporus borealis är en svampart som tillhör divisionen basidiesvampar, och. Oligoporus borealis ingår i släktet Oligoporus, och familjen Polyporaceae. Arten är reproducerande i Sverige.